# Ливилье
Ливилье (фр. Livilliers) — муниципалитет во Франции, в регионе Иль-де-Франс, департамент Валь-д'Уаз. Население — 352 человека (2006). Муниципалитет расположен на расстоянии около 33 км северо-западнее Парижа, 8 км севернее Сержи.

## Демография
Динамика населения (Cassini и INSEE):